# Бивотт, Роберт
Роберт Кипту Бивотт — кенийский легкоатлет, который специализируется в беге на средние дистанции. Чемпион Африки среди юношей 2013 года на дистанциях 800 и 1500 метров.  

## Сезон 2014 года
18 мая стал победителем этапа Бриллиантовой лиги Shanghai Golden Grand Prix на дистанции 800 метров с личным рекордом — 1.44,69. 8 июня выиграл дистанцию 800 метров на мемориале памяти Фанни Бланкерс-Кун — 1.44,75. 5 июля занял 9-е место на Meeting Areva — 1.45,21.